# Nationalpark Teutoburger Wald
Der Nationalpark Teutoburger Wald war ein von den 1990er bis in die 2010er Jahre in der politischen Diskussion befindliches Naturschutzprojekt im nördlichen Nordrhein-Westfalen, mit dem das Gelände des Truppenübungsplatzes Senne und angrenzende Waldflächen im Naturpark Teutoburger Wald/Eggegebirge in einen Nationalpark umgewandelt werden sollten. Er wäre neben dem Nationalpark Eifel der zweite Nationalpark im bevölkerungsreichsten Bundesland und (nach Jasmund) der zweitkleinste Nationalpark in Deutschland geworden.

## Schutzwert
Die Senne kann infolge der militärischen Nutzung seit mehr als 130 Jahren nur noch eingeschränkt betreten werden. Da weder industrielle Veränderungen noch anthropogene Nutzung in diesem Gebiet anzutreffen sind, befindet sich die Landschaft noch in einem sehr naturnahen Zustand. Im Laufe der Jahre hat sich dort eine vielfältige und in dieser Form einzigartige Flora und Fauna erhalten. Damit ergeben sich typische Merkmale für eine weitläufige und vielseitige Landschaft, die einst in weiten Gebieten Westfalens anzutreffen war.
Zur Erhaltung dieses Biotops gab es Überlegungen, das Gebiet des Truppenübungsplatzes nach der allerdings in unbestimmter Zukunft liegenden Einstellung der militärischen Nutzung in einen zu schaffenden Nationalpark Senne-Egge oder Teutoburger Wald zu integrieren. Das Bundesamt für Naturschutz stufte die Senne als „herausragendes Biotop“ ein und bezeichnete das Gebiet als einen Landschaftsraum in Nordrhein-Westfalen, der die Kriterien für einen Nationalparks erfüllt. Das für den Nationalpark eingeplante Gebiet ist mit 5.127 Hektar Buchenwald-Lebensraumtypen bedeckt. Es liegt in den Kreisen Lippe, Höxter und Paderborn, ist wenig zersiedelt und bereits nach der Fauna-Flora-Habitat-Richtlinie der EU geschützt.
Um den Nationalpark zu ermöglichen, empfahlen die beiden größten deutschen Naturschutzverbände, der Naturschutzbund Deutschland (NABU) und der Bund für Umwelt und Naturschutz Deutschland (BUND), den Park ausschließlich auf Landesflächen zu gründen. Außerdem hielten die Verbände es für wünschenswert, dass Teilflächen, die noch von den britischen Streitkräften genutzt werden, schon vor deren Abzug in den Nationalpark einbezogen werden könnten.
Die international herausragende Bedeutung des Teutoburger Waldes für den Naturschutz liegt in der Verbindung der Wälder mit Felsen und Höhlen sowie den großflächigen Sandböden im Mittelgebirge. Alte und naturnahe Buchenwälder, wie der Teutoburger Wald, gehören nach Einschätzung der Naturschutzverbände zu den am stärksten bedrohten Lebensraumtypen der Welt.

## Entwicklungsprozess

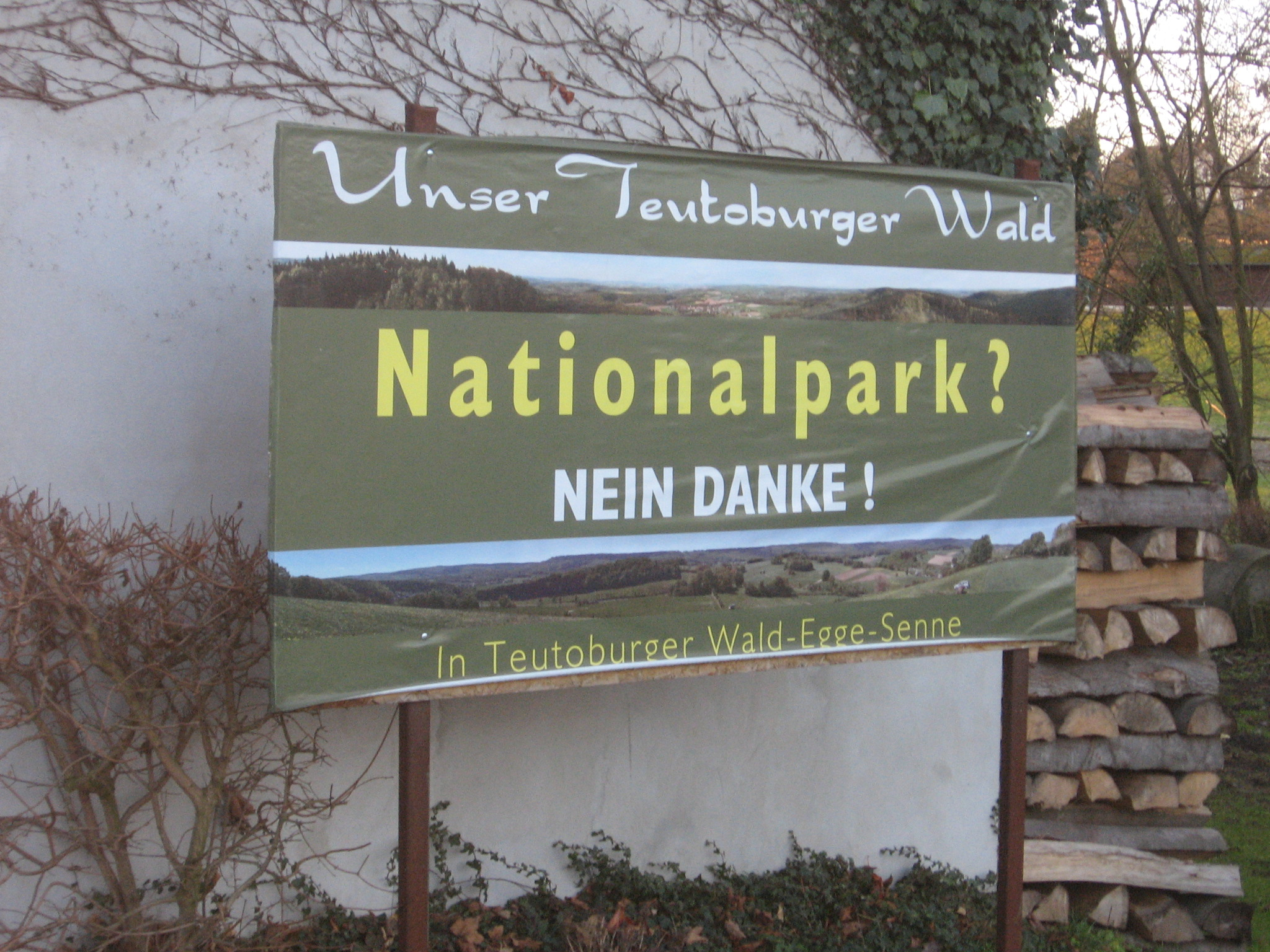
Schild der Bürgerbewegung Unser Teutoburger Wald – Kein Nationalpark Teutoburger Wald/Egge in Schlangen-Kohlstädt

Der nordrhein-westfälische Landtag sprach sich in einem einstimmigen Beschluss 1991 für die Errichtung eines Nationalparks nach Beendigung der militärischen Nutzung aus. Zur Unterstützung dieser Idee und der Projektkoordinierung vor Ort wurde 1998 der Förderverein Nationalpark Senne e. V. gegründet, der die Planungen begleiten sollte. Eine entsprechende Ausweisung des Gebietes mit den angrenzenden Wäldern des Teutoburger Waldes und des Eggegebirges scheiterte bisher jedoch immer an Widerständen aus der Region.
Um die europäische Gesetzgebung umzusetzen, wurde das Gebiet des Truppenübungsplatzes 2002 als ein von der Europäischen Union anerkanntes Schutzgebiet (FFH) ausgewiesen, das die Funktion eines zentralen Knotenpunktes im Netz der Naturschutzvorranggebiete übernimmt. Für einen Nationalpark sah die Landesregierung Rüttgers (2005–2010) hingegen keine Realisierungschancen mehr und förderte stattdessen ein Biosphärenreservat im Weserbergland. Mit dem Wechsel zur Landesregierung Kraft im Jahr 2010 änderten sich die Grundlagen: Ein zweiter Nationalpark in NRW wurde im Koalitionsvertrag der Regierung erwähnt. Konkret wurde vereinbart, die regionale Initiative des Kreises Lippe zur Ausweisung eines Nationalparks im Teutoburger Wald und im Eggegebirge zu unterstützen.
Der Zeitpunkt des Abzugs des britischen Militärs war bis dahin allerdings nicht klar benannt worden. Nach früheren Planungen sollte er bis 2020 vollzogen sein. Die Briten zogen es aber vor, das Truppenübungsgelände zum Ausbildungsschwerpunkt für den Auslandseinsatz der Britischen Rheinarmee zu machen. Dazu wurden neue Kampfdörfer und eine Panzerstraße projektiert, die der Naturschutzplanung entgegenstehen. Daher griffen Überlegungen Platz, einen zweistufigen Nationalpark anzulegen: zunächst ohne die Militärflächen und erst nach Abzug der Soldaten mit dem gesamten Areal.
Wie auch bei anderen Nationalparkgründungen gab es in der Region Ostwestfalen-Lippe Befürchtungen und Widerstände in der Bevölkerung. Nationalparkgegner sahen die heimische Holz- und Möbelindustrie in Gefahr. Hiergegen verwiesen die Befürworter des Projekts aus den Naturschutzverbänden darauf, dass die Möbelindustrie ihr Holz global einkaufe. Für lokal einkaufende kleine Sägewerkbetriebe stünden nach Gründung des Nationalparks ohnehin noch über 102.000 Hektar Wald von den vorhandenen 109.000 Hektar zur Verfügung. Die Nationalpark-Gegner hatten sich in der Bürgerbewegung Unser Teutoburger Wald – Kein Nationalpark Teutoburger Wald/Egge, kurz BBUTW, zusammengeschlossen. Die Gegenkampagne wurde von Grundbesitzern, Jagdpächtern, Verbänden und Teilen der Bevölkerung getragen. Als bedeutend wurde besonders auch die ablehnende Haltung Stephan Prinz zur Lippes zu dem Vorhaben wahrgenommen, dessen Ländereien rund ein Fünftel des geplanten Nationalparks ausgemacht hätten.
Als entscheidend für die Zukunft der Planungen wurden die Landtagswahlen in Nordrhein-Westfalen im Mai 2012 betrachtet, aber trotz des Erfolgs der rot-grünen Koalition wurde das Projekt danach nicht mehr vorangetrieben. Noch im Juni 2012 forderten die beiden Naturschutzverbände NABU und BUND die wiedergewählte Ministerpräsidentin Hannelore Kraft auf, nunmehr grünes Licht für einen zweiten Nationalpark in Nordrhein-Westfalen zu geben. In einem gemeinsamen Brief verlangten die Spitzen der Verbände, NABU-Präsident Olaf Tschimpke und BUND-Vorsitzender Hubert Weiger, von der rot-grünen Landesregierung, sich weiter dafür einzusetzen, den Teutoburger Wald zum Nationalpark zu erklären. Damit könne das Bundesland einen wichtigen Beitrag zum Schutz der biologischen Vielfalt leisten. Als der vom Detmolder Kreistag eingesetzte Schlichter Günter Kozlowski (CDU), ein ehemaliger Staatssekretär der Landesregierung Rüttgers, am 25. Oktober 2012 jedoch bekanntgab, er könne keinen sinnvollen Schlichtungsvorschlag vorlegen, und auch Landrat Friedel Heuwinkel, der das Vorhaben eines Nationalparks unter Ausschluss des militärisch genutzten Bereichs stark unterstützt hatte, keine konsensfähige Nationalparkkulisse im Teutoburger Wald und Eggegebirge mehr zu erkennen vermochte, galten die Pläne des Landes Nordrhein-Westfalen endgültig als gescheitert.